# X-Men : Le Commencement
Série X-Men
X-Men: L'Affrontement final
(2006) X-Men: Days of Future Past
(2014)
Série Wolverine
X-Men Origins: Wolverine
(2009) Wolverine: Le Combat de l'immortel
(2013)
Pour plus de détails, voir Fiche technique et Distribution.
X-Men: Le Commencement ou X-Men: Première Classe au Québec (X: First Class) est un film de super-héros américano-britannique écrit et réalisé par Matthew Vaughn, sorti en 2011.
C’est une préquelle à la série de films X-Men dont elle est la cinquième production mettant en scène les personnages de la série de comics X-Men de Marvel Comics, créés par le scénariste Stan Lee et le dessinateur Jack Kirby.

## Synopsis
En 1944, dans un camp de concentration nazi en Pologne, le docteur Schmidt découvre les aptitudes d'un jeune enfant juif capturé, Erik Lensherr. Celui-ci a montré une capacité à contrôler les champs magnétiques, lui permettant de manipuler le métal, en déformant un portail pour libérer sa mère. Afin de le forcer à utiliser ses pouvoirs sur une pièce de monnaie, Schmidt tue la mère d'Erik sous ses yeux, provoquant la colère de l'enfant et la destruction de tous les objets métalliques de la pièce. Dans la même période, dans un manoir du comté de Westchester, le jeune télépathe Charles Xavier fait la rencontre de Raven dans sa cuisine ; loin de chasser la métamorphe qui s'est introduite par effraction en prenant l'apparence de sa mère, il lui propose de l'héberger et de l'aider.
En 1962, Lensherr, devenu adulte, traque les officiers nazis pour retrouver la trace du docteur Schmidt à travers l'Amérique du Sud, alors qu'à Oxford, Charles Xavier soutient sa thèse sur la mutation génétique en présence de Raven, devenue sa sœur adoptive. Mais à Las Vegas, l'agent de la CIA Moira MacTaggert découvre l'existence des mutants en surprenant la rencontre entre le colonel Hendry et le Club des Damnés, composé de Sebastian Shaw, Emma Frost, Azazel et Riptide. Ceux-ci fomentent un complot dont la première étape consiste à faire en sorte que les États-Unis installent des missiles nucléaires en Turquie. Hendry vient à bout de sa mission, mais quand il défie Shaw, qui se révèle être Schmidt qui a changé d'identité, celui-ci lui montre son pouvoir d'absorption d'énergie avant de le tuer.
MacTaggert choisit de recruter Charles Xavier, qui comprend très vite que le Club des Damnés est constitué de mutants, mais il faut que Raven use de ses pouvoirs pour convaincre la direction de la CIA de la réalité des choses. La Division X, section secrète supervisée par la CIA, est alors créée. Xavier repère alors Shaw sur son bateau, mais au moment d'intervenir, Lensherr infiltre le navire et provoque la fuite du Club. Xavier sauve Lensherr de la noyade et le ramène à la Division X. Avec l'aide du savant Hank McCoy, lui-même mutant, ils utilisent une première version de Cerebro pour repérer d'autres mutants et commencent à recruter : des jeunes hommes et une jeune femme rejoignent le siège de la CIA, dévoilent leurs pouvoirs les uns aux autres et se trouvent des pseudonymes : Angel, Havok, Darwin et le Hurleur. Raven choisit Mystique comme pseudo et surnomme Charles, Professeur X, et Erik, Magnéto.
La cible suivante de Xavier et Lensherr est Emma Frost, partie rencontrer le général Armivolkoff, ministre soviétique de la Défense. Ils parviennent à la capturer, mais leur départ laisse les jeunes recrues sans défense face à l'attaque d'Azazel, Riptide et Shaw, qui détruisent l'unité. Seuls Darwin et Havok tentent de s'interposer, mais Shaw tue Darwin après avoir convaincu Angel de le rejoindre. À son retour et devant le centre détruit, Xavier décide d'utiliser sa demeure comme repaire des membres de la Division X. Les mutants entament donc une période d'entraînement intensif alors que Shaw convainc le général russe d'envoyer des missiles nucléaires à Cuba : c'est la crise des missiles.
Le plan de Shaw est de déclencher la Troisième Guerre mondiale en utilisant des missiles nucléaires, une source d'énergie inépuisable qui lui permettrait d'asseoir la supériorité des mutants. Il accompagne personnellement le navire affrété, dont tout l'équipage a été tué par Azazel, équipé d'un casque qui fait office de bouclier aux pouvoirs mentaux de Charles Xavier. Au manoir de Xavier, les relations se tendent : Charles et Erik connaissent leurs premières divergences de point de vue, le premier voulant capturer Shaw alors que le second veut le tuer ; Hank tente de développer un sérum qui permettrait de rendre une apparence normale à Raven sans supprimer ses pouvoirs. Cette dernière, d'abord consentante, refuse de s'en servir après qu'Erik l'ait convaincue d'être fière de sa mutation. Hank s'injecte le sérum dans le pied, sa mutation est stimulée au lieu d'être masquée, il acquiert alors une apparence de fauve et sa peau vire au bleu.
Alors que Shaw atteint Cuba, les mutants accompagnés de Moira MacTaggert s'envolent à bord d'un avion furtif vers la ligne de blocus. Flottes américaine et russe se préparent au combat, alors que le navire contrôlé par Azazel et transportant les missiles nucléaires vers Cuba s'apprête à passer la ligne d'embargo malgré les ordres de Moscou, ce qui amènera l'US Navy à tirer et la marine soviétique à riposter. Charles prend alors le contrôle de l'officier politique présent sur la passerelle du bâtiment amiral soviétique, et lance un missile sur le navire qui explose juste avant de franchir la ligne d'embargo, manœuvre qui réduit brusquement les tensions entre les deux flottes et les deux pays.
Une fois que le Hurleur a localisé le sous-marin de Shaw, Erik le ramène à la surface. Les affrontements entre mutants commencent, dépassant les soldats présents, tandis qu'Erik infiltre le bâtiment et retrouve son tortionnaire, sous le regard télépathique de Charles.
Erik ne fait pas le poids face à Shaw ; celui-ci, après avoir immobilisé son adversaire, tente de le convaincre de rejoindre son idéologie. Mais Erik essayait de gagner du temps afin de déplacer un câble en cuivre et de s'emparer du casque de Shaw. Charles prend immédiatement le contrôle de Shaw et l'immobilise, cependant, malgré ses implorations, Erik revêt le casque et tue Shaw avec la pièce de monnaie nazie qu'il avait conservée.
Effrayées par les pouvoirs des mutants, les flottes américaines et soviétiques s'unissent et tirent leurs missiles sur eux. Erik arrête les missiles et les renvoie sur les navires. Charles tente de lui arracher son casque et les deux se battent. Moira fait feu de son arme sur Erik, qui dévie facilement les balles, mais une d'entre elles frappe Charles au bas de la colonne vertébrale. Erik, après avoir extrait la balle du corps de Charles, lui demande de se joindre à lui dans sa guerre contre l'humanité. Charles refuse, et Erik, après avoir fait ses adieux, quitte les lieux, avec les anciens alliés de Shaw mais aussi Raven, qui ne désire plus se dissimuler mais montrer sa fierté d'être différente.
Charles Xavier est de retour chez lui en fauteuil roulant. Il a décidé de créer une école pour mutants, et pour assurer leur sécurité, efface tous les souvenirs du combat de la mémoire de Moira MacTaggert. Peu après, Erik Lensherr libère Emma Frost, détenue dans une cellule de la CIA, en se présentant sous le nom de Magnéto.

## Fiche technique
Sauf indication contraire, les informations mentionnées dans cette section peuvent être confirmées par la base de données cinématographiques IMDb,  présente dans la section « Liens externes ».
- Titre original : X: First Class / X-Men: First Class
- Titre français : X-Men : Le Commencement
- Titre québécois : X-Men : Première Classe
- Réalisation : Matthew Vaughn
- Scénario : Jane Goldman, Zack Stentz, Ashley Miller et Matthew Vaughn, d'après une histoire de Bryan Singer et Sheldon Turner (en), d'après la série de comics "X-Men" créée par Stan Lee et Jack Kirby
- Musique : Henry Jackman
- Direction artistique : Grant Armstrong, Paul Booth, Alex Cameron, Steve Cooper, John Frankish, Tom Frohling, Alan Gilmore, James Hambidge, Marc Homes, Joe Howard, Adam O'Neill, Dawn Swiderski et Su Whitaker
- Décors : Chris Seagers
- Costumes : Sammy Sheldon
- Photographie : John Mathieson
- Son : Doug Hemphill, Ron Bartlett (en), Chris Burdon (en), Erin Michael Rettig, John A. Larsen
- Montage : Eddie Hamilton et Lee Smith
- Production : Lauren Shuler Donner, Bryan Singer, Simon Kinberg et Gregory Goodman
  - Production exécutive (Géorgie) : Jeremiah Samuels
  - Production déléguée : Stan Lee, Josh McLaglen et Tarquin Pack
  - Production associée : Tom Cohen
  - Coproduction : Jason Taylor
- Sociétés de production[1] :
  - États-Unis : Donners’ Company, Bad Hat Harry Productions et Dune Entertainment III, présenté par Twentieth Century Fox, en association avec Marvel Entertainment et Dune Entertainment
  - Royaume-Uni : Genre Films (non crédité), produit en collaboration avec Ingenious Media, réalisé en association avec Ingenious Film Partners et Big Screen Productions
- Société de distribution : Twentieth Century Fox
- Budget : 160 millions de $[2]
- Pays de production :  États-Unis,  Royaume-Uni
- Langues originales : anglais, allemand, français, espagnol, russe
- Format[3] : couleur (Technicolor) - 35 mm / D-Cinema - 2,39:1 (Cinémascope) (Panavision) - son Dolby | SDDS | Datasat | Dolby Surround 7.1
- Genre : action, aventures, science-fiction, super-héros
- Durée : 131 minutes
- Dates de sortie[4] :
  - Royaume-Uni, France, Belgique, Suisse romande : 1er juin 2011[5],[6]
  - États-Unis, Québec : 3 juin 2011[7]
- Classification[8] :
  - États-Unis : accord parental recommandé, film déconseillé aux moins de 13 ans (PG-13 - Parents Strongly Cautioned)[Note 1]
  - Royaume-Uni : les enfants de moins de 12 ans doivent être accompagnés d'un adulte (12A - Suitable for 12 years and over)[9]
  - France : tous publics[10]
  - Belgique : tous publics (Alle Leeftijden)[5]
  - Suisse romande : interdit aux moins de 12 ans[11]
  - Québec : tous publics - déconseillé aux jeunes enfants (G - General Rating)[7]

## Distribution
- James McAvoy (VF : Alexis Victor) : Charles Xavier / Professeur X
- Michael Fassbender (VF : Jean-Pierre Michaël) : Erik Lensherr / Magnéto
- Kevin Bacon (VF : Philippe Vincent) : Sebastian Shaw / Klaus Schmidt
- Rose Byrne (VF : Françoise Cadol) : Moira MacTaggert
- Jennifer Lawrence (VF : Céline Mauge) : Raven Darkholme / Mystique
- January Jones (VF : Nathalie Karsenti) : Emma Frost / Reine Blanche
- Nicholas Hoult (VF : Damien Boisseau) : Hank McCoy / le Fauve
- Zoë Kravitz (VF : Barbara Kelsch) : Angel Salvadore
- Caleb Landry Jones (VF : Raùl Richter) : Sean Cassidy / le Hurleur
- Lucas Till (VF : Alexandre Gillet) : Alexander Summers / Havok
- Edi Gathegi (VF : Diouc Koma) : Armando Muñoz / Darwin
- Jason Flemyng : Azazel
- Alex Gonzalez : Janos Quested / Riptide
- Oliver Platt (VF : Daniel Lafourcade) : l'homme en noir (agent de la CIA)
- Matt Craven (VF : Jean-Luc Kayser) : le directeur de la CIA
- Don Creech (VF : Georges Claisse) : William Stryker Sr.
- Rade Sherbedgia (VF : Régis Ivanov) : le général Armivolkoff, ministre soviétique de la défense
- Glenn Morshower (VF : Christian Peythieu) : le colonel Hendry
- Ray Wise (VF : Michel Ruhl) : le secrétaire d'État des États-Unis
- James Remar (VF : Marc Alfos) : le général du Pentagone
- Michael Ironside (VF : Jean-Bernard Guillard) : Capitaine de l'USS Independance
- Olek Krupa : Capitaine de l'Alexandre Nevski
- Michael Medeiros : Officier politique de l'Alexandre Nevski
- Morgan Lily : Raven Darkholme / Mystique à dix ans
- Annabelle Wallis (VF : Sylvie Jacob) : Amy, la fille hétérochromique au bar
- James Faulkner (VF : Marc Alfos) : Directeur de banque suisse
- Hugh Jackman (VF : Joël Zaffarano) : James Howlett, dit Logan / Wolverine[12] (caméo)
- Rebecca Romijn : Mystique adulte (caméo)
- Brendan Fehr : un soldat américain
- Sasha Pieterse (VF : Caroline Victoria) : la fille que drague Le Hurleur à l'aquarium

Source et légende : Version française (VF)

Photos des acteurs principaux
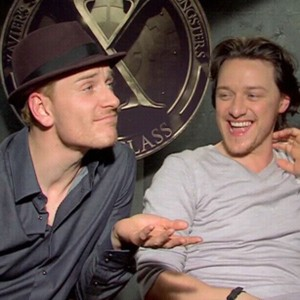
Michael Fassbender et James McAvoy interprètent respectivement Magnéto et Le Professeur Charles Xavier
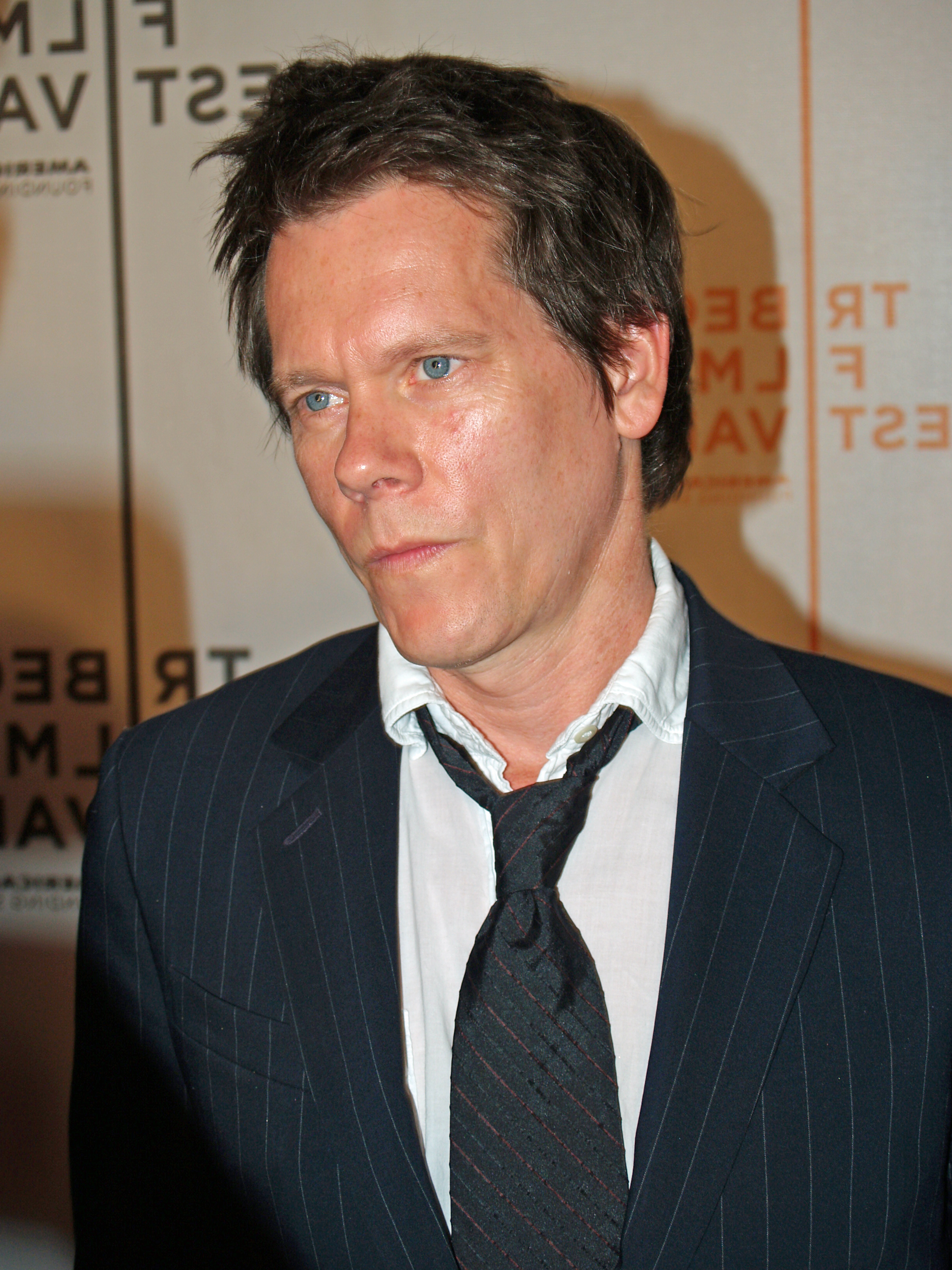
Kevin Bacon interprète Sebastian Shaw
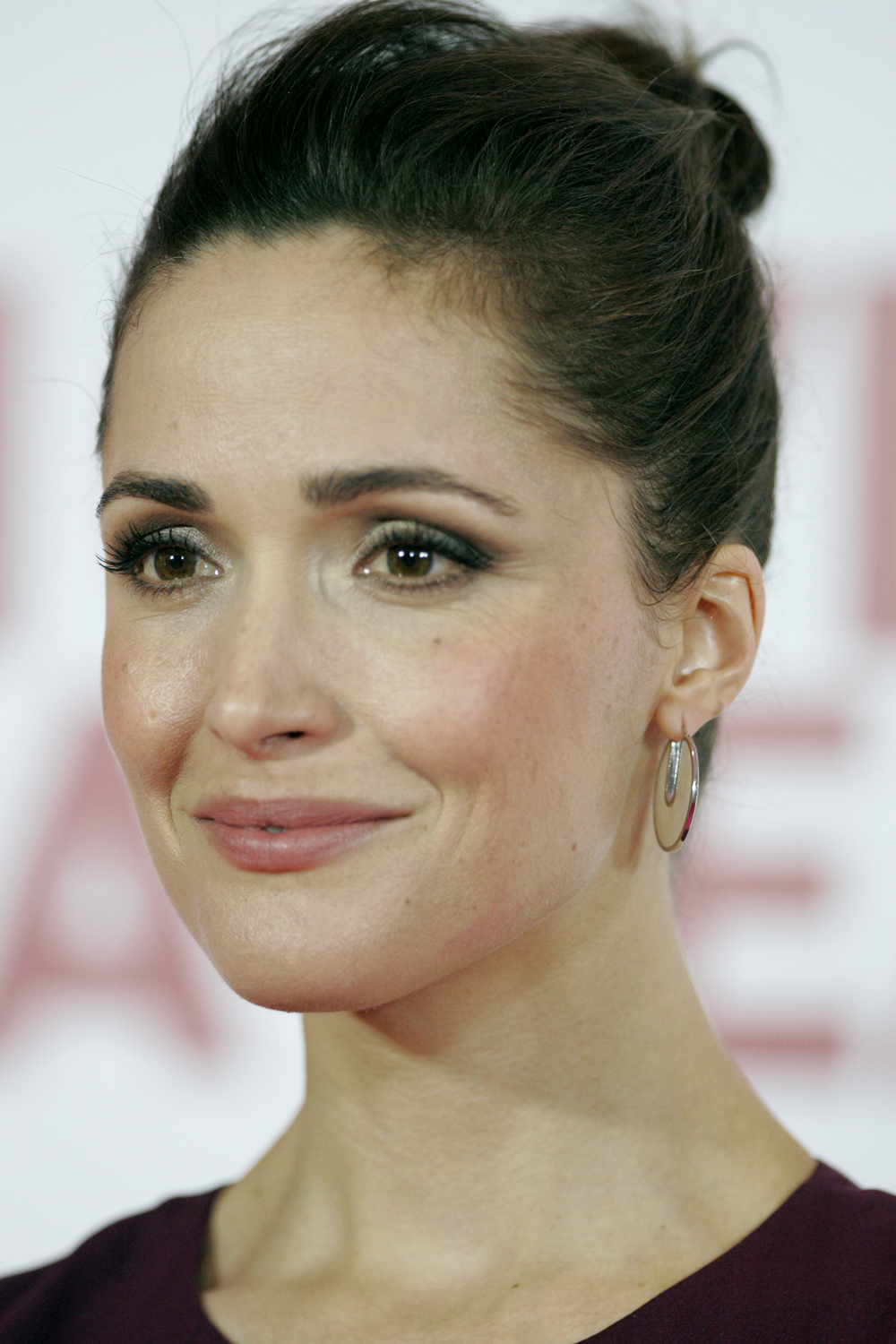
Rose Byrne interprète Moira MacTaggert
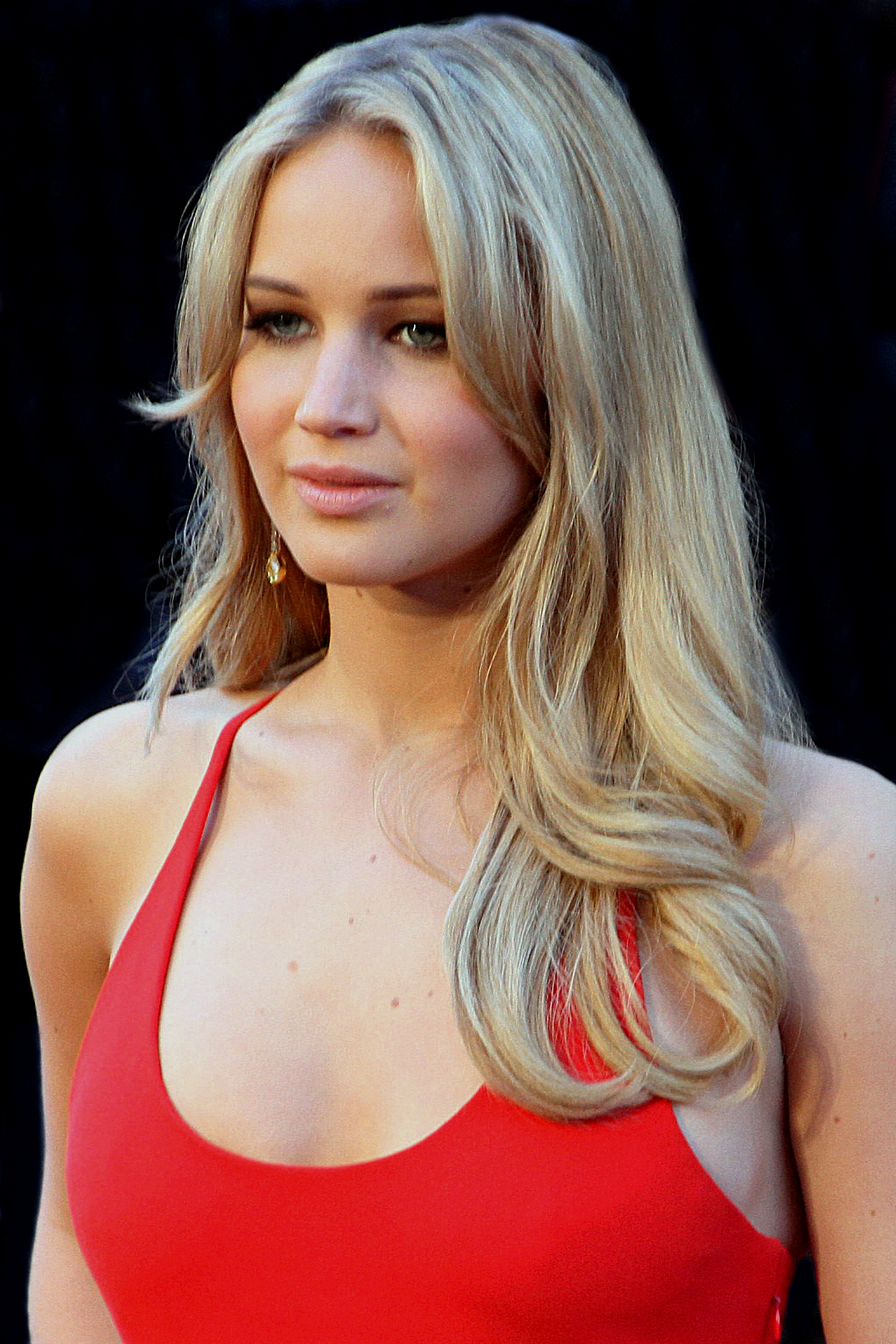
Jennifer Lawrence interprète Mystique
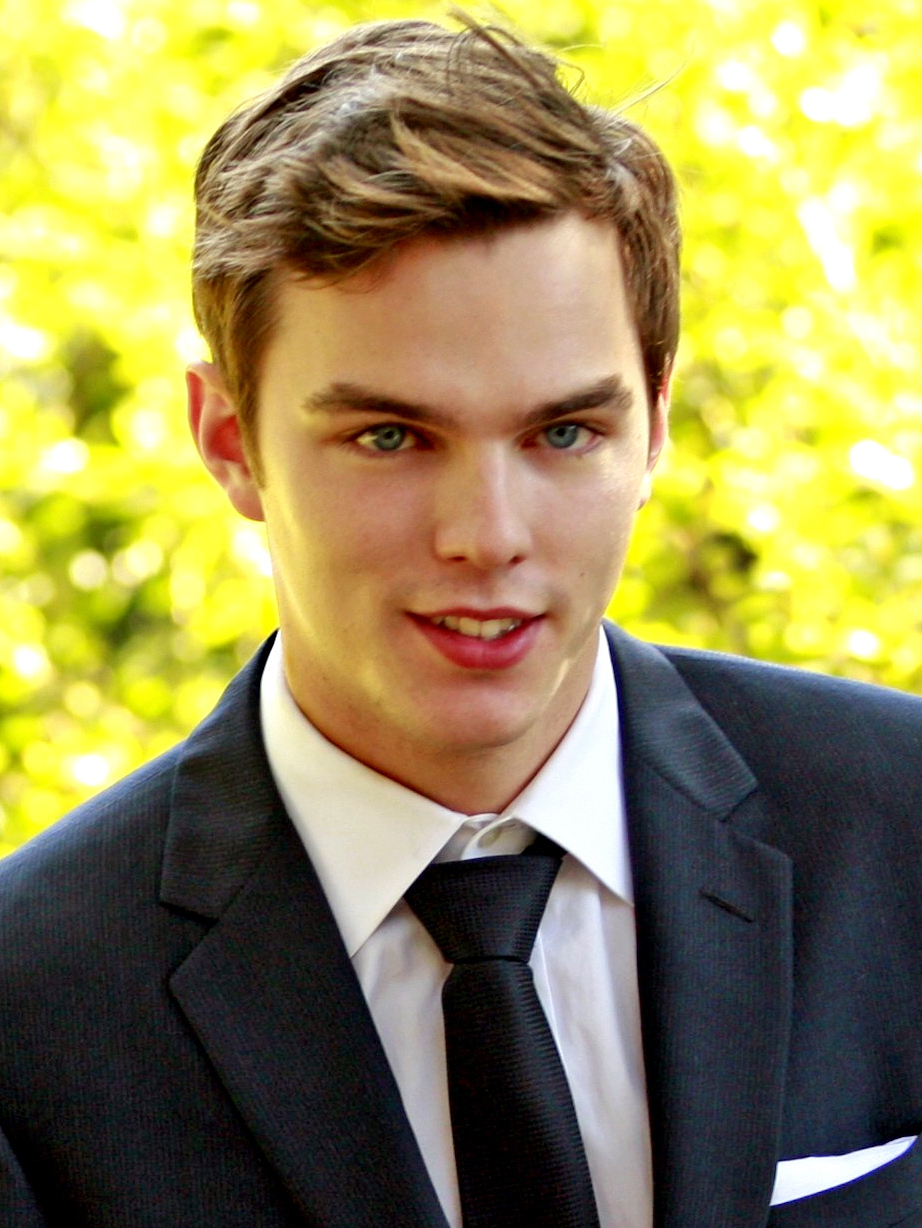
Nicholas Hoult interprète Le Fauve
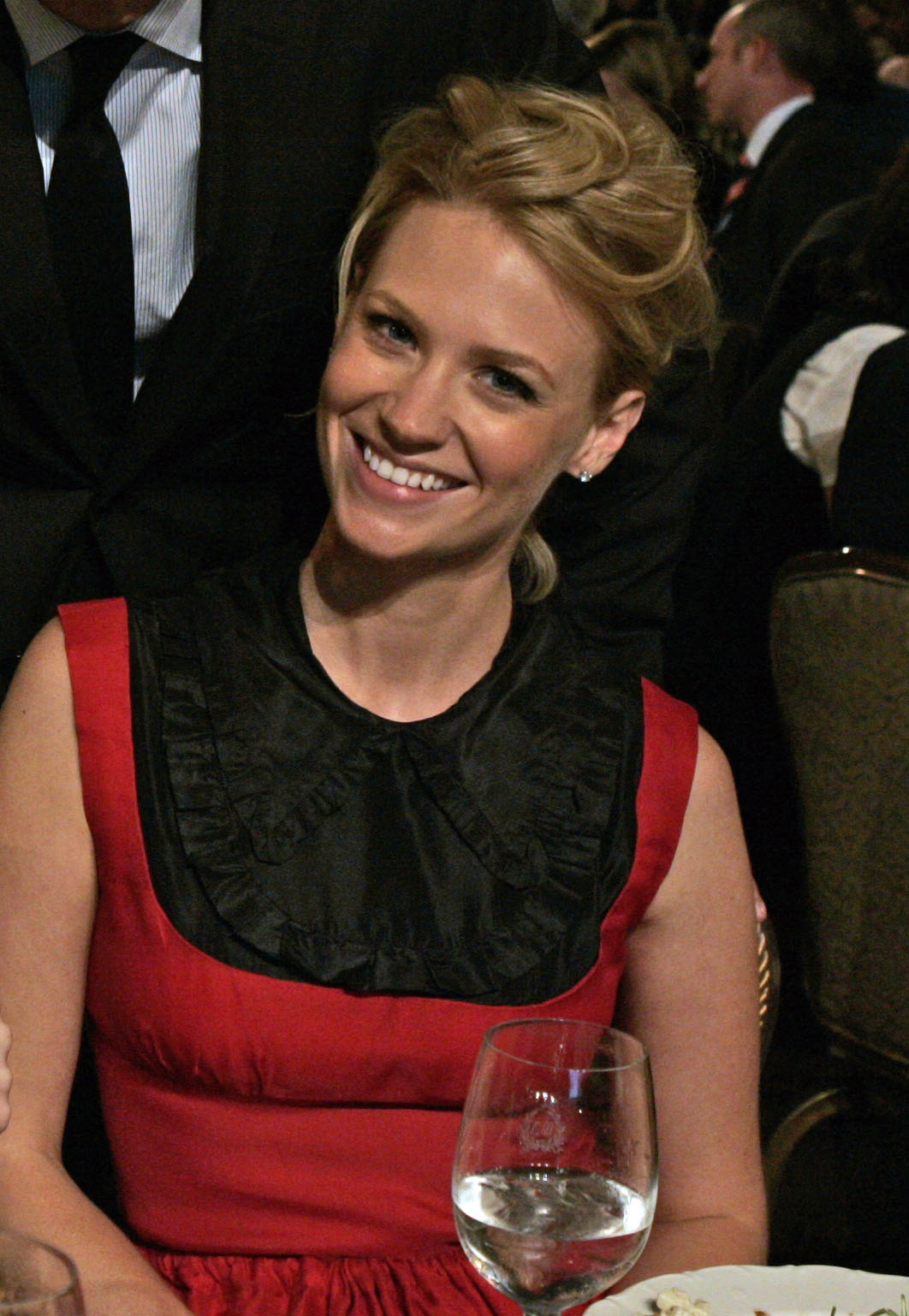
January Jones interprète Emma Frost
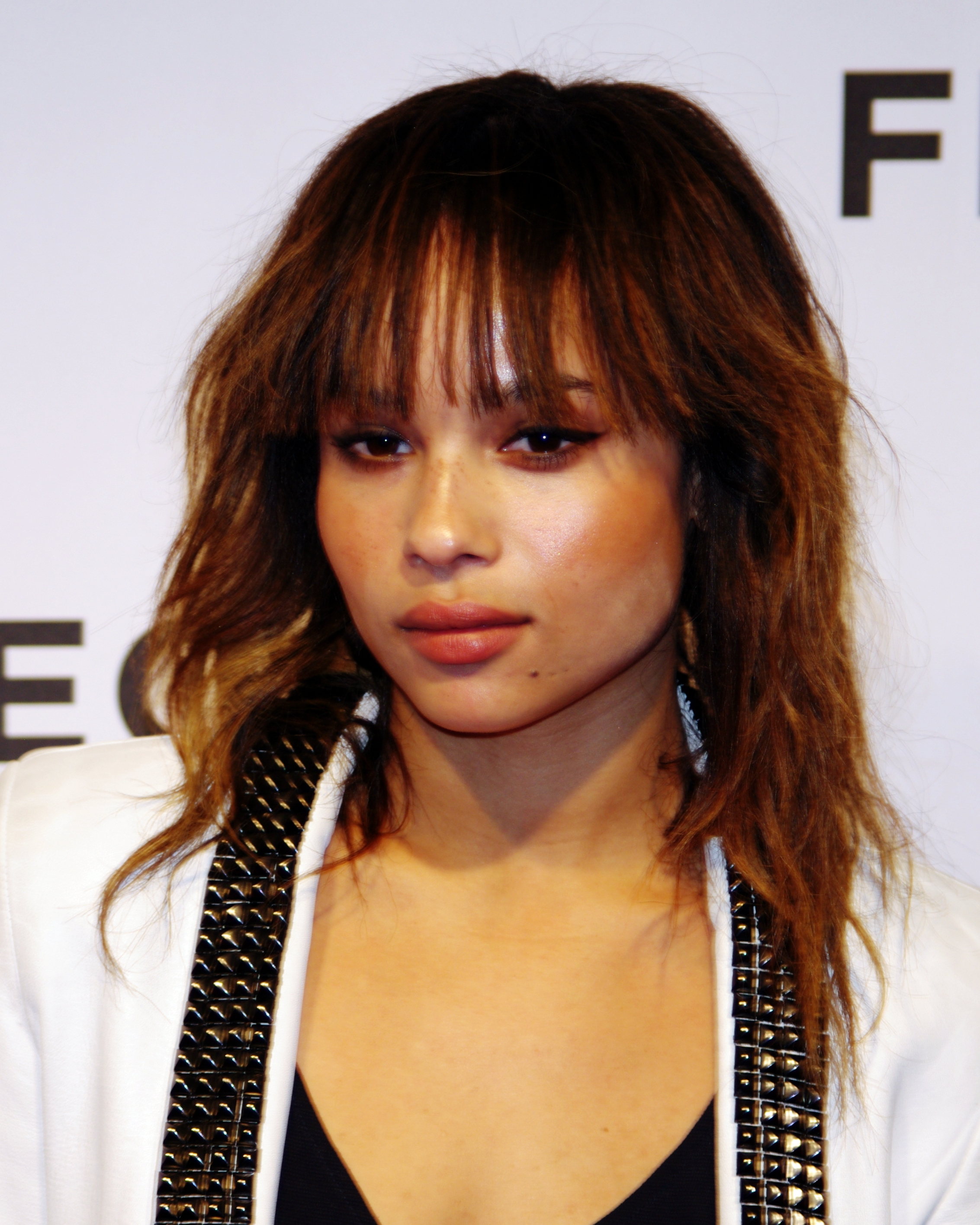
Zoë Kravitz interprète Angel Salvadore
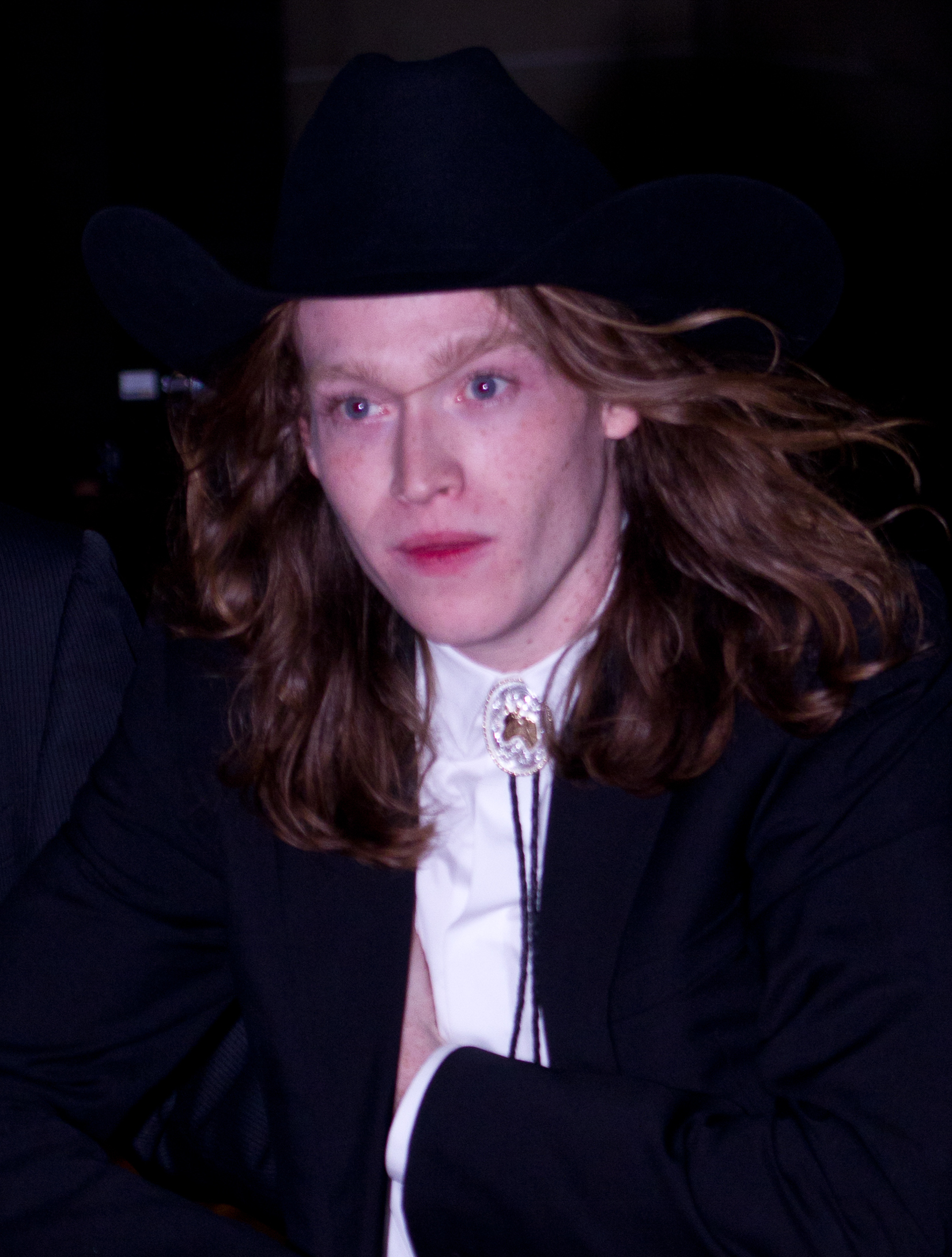
Caleb Landry Jones interprète Le Hurleur
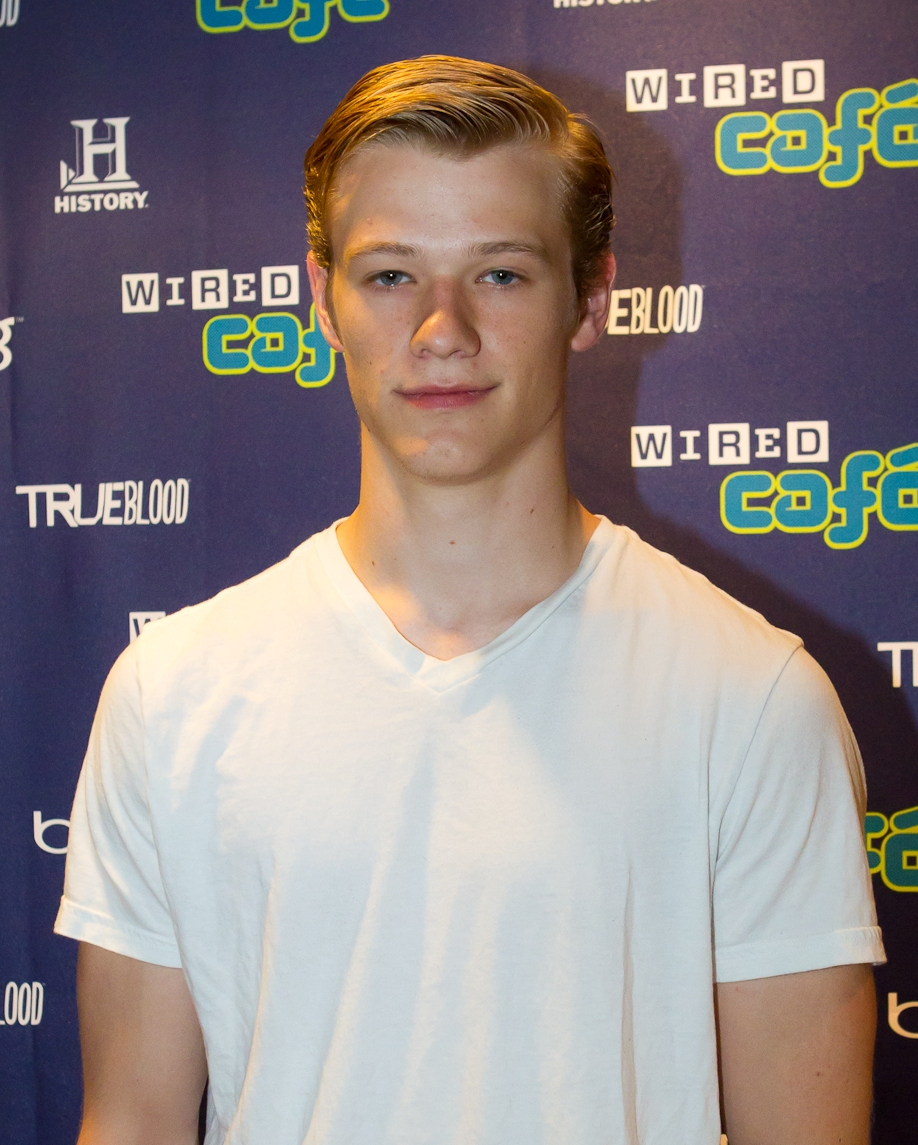
Lucas Till interprète Havok
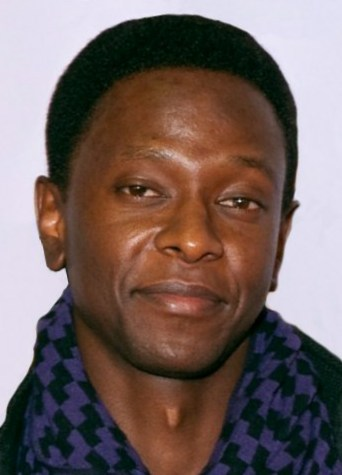
Edi Gathegi interprète Armando Muñoz / Darwin
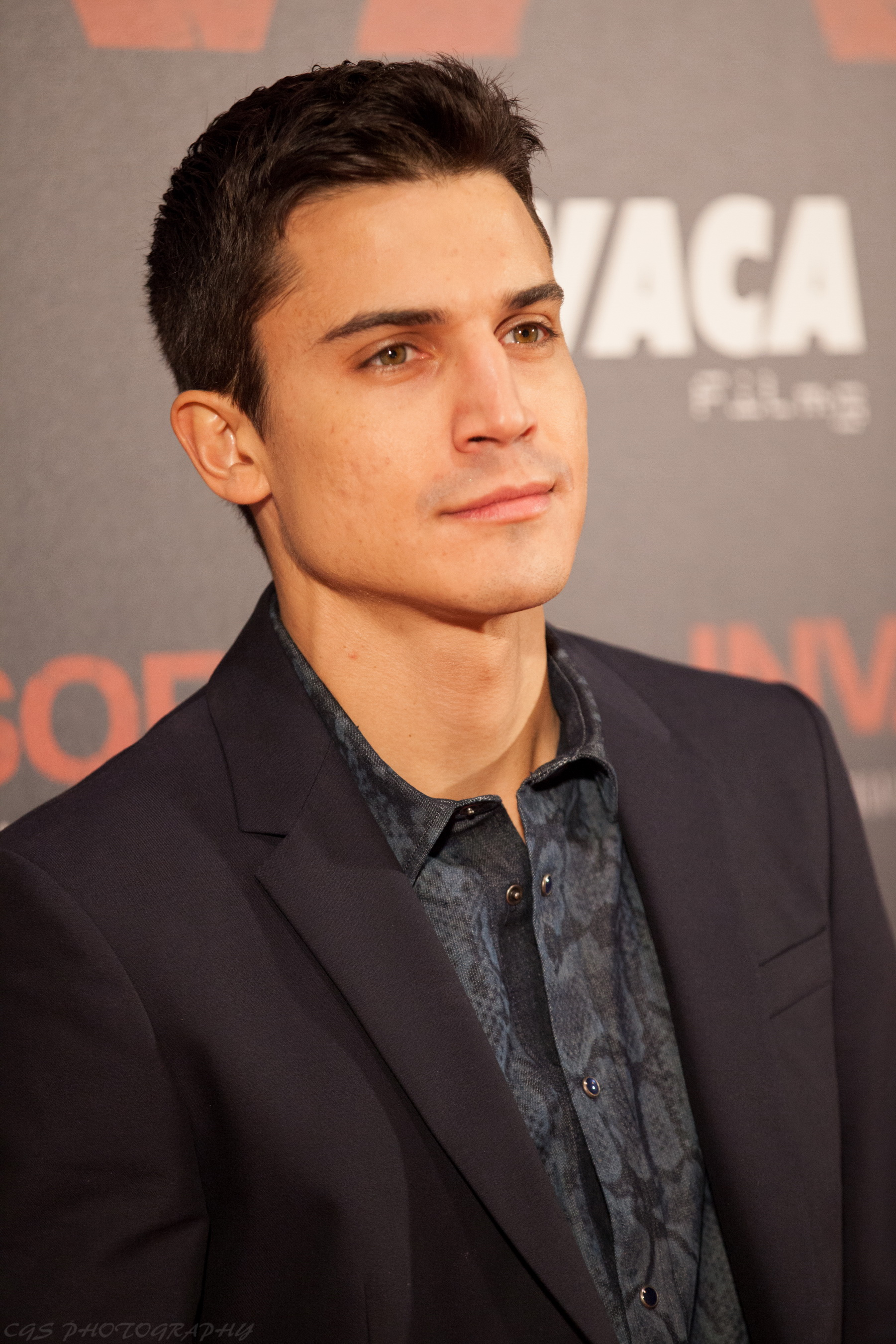
Alex Gonzalez interprète Riptide

## Production

### Genèse du projet
En avril 2006, un mois avant la sortie de X-Men : L'Affrontement final, le scénariste Zak Penn déclare avoir été engagé pour écrire un nouveau film dérivé de la franchise X-Men. En 2007, il précise que le film devrait se concentrer sur la jeunesse des X-Men. Il décide alors de se focaliser sur la série de comics X-Men: First Class, publiée dès 2006. Josh Schwartz entre alors dans le projet, livre un scénario en mai 2008 et envisage de réaliser lui-même le film. Cependant, en octobre 2009, la 20th Century Fox demande à Bryan Singer, réalisateur de X-Men et X-Men 2, de réaliser ce nouveau film. À l'époque, le projet X-Men Origins: Magnéto était encore d'actualité. Mais Singer décide de fusionner les éléments de ce dernier au projet X-Men: First Class, avec un script remanié par Jamie Moss. Moss est ensuite épaulé par Ashley Edward Miller et Zack Stentz pour développer davantage le script. En mars 2010, Bryan Singer quitte la réalisation du projet, pour se concentrer sur son adaptation du conte Jack le tueur de géants, mais reste producteur du film. En mai 2010, le britannique Matthew Vaughn est engagé pour réaliser le film. Il avait été précédemment approché pour mettre en scène X-Men : L'Affrontement final. Une date de sortie est ensuite officialisée et la scénariste Jane Goldman est engagée pour quelques modifications de scénario. Vaughn déclare vouloir renouveler la franchise, à l'instar du Star Trek de 2009, avec un nouveau casting et un nouveau style, L'action du film se déroule cependant dans les années 1960 et les costumes rappellent davantage ceux du comic d'origine plutôt que ceux des précédents films - à l'exception toutefois de X-Men 3, où l'on voit le Fauve réendosser un costume proche de celui qu'il portait étant jeune.
Matthew Vaughn présente Magneto comme « un jeune Sean Connery. C’est l’espion ultime : imaginez Bond, mais avec des super pouvoirs ! »
Le film, comme les précédents, se démarque de la bande-dessinée originelle où la toute première équipe est recrutée uniquement par Charles Xavier, et composée de Cyclope, Strange-girl, Angel, Le Fauve et Iceberg, et qui ont pour premier ennemi Magneto. Celui-ci ne deviendra un ami que beaucoup plus tard.
Il marque une coupure avec les premiers films : le personnage de Mystique se rapproche de l'histoire personnelle de Charles Xavier, et gagne une importance de premier plan, tendance qui sera développée dans le film suivant Days of Future Past.

### Attribution des rôles
Hugh Jackman reprend son rôle de Wolverine le temps d’une très courte scène ; ainsi que Rebecca Romijn comme étant une des apparences de Mystique où elle se vieillit de quelques années. Il a été question à un moment que Patrick Stewart et Ian McKellen reprennent leurs rôles respectifs de Charles Xavier et Magneto. De plus, Tahyna Tozzi a été un temps pressentie pour reprendre son personnage d'Emma Frost qu'elle tenait dans X-Men Origins: Wolverine.
Benjamin Walker avait été choisi pour incarner Le Fauve mais déclina ensuite le projet pour la comédie musicale Bloody Bloody Andrew Jackson à Broadway. Taylor Lautner avait également été envisagé pour ce rôle, avant que Nicholas Hoult ne soit engagé.
Alice Eve a d'abord été choisie pour le rôle d'Emma Frost mais en raison d'un désaccord avec la production, elle est remplacée par January Jones.
Certaines rumeurs disaient que Amber Heard jouerait Mystique, mais le rôle revient finalement à Jennifer Lawrence.

### Tournage

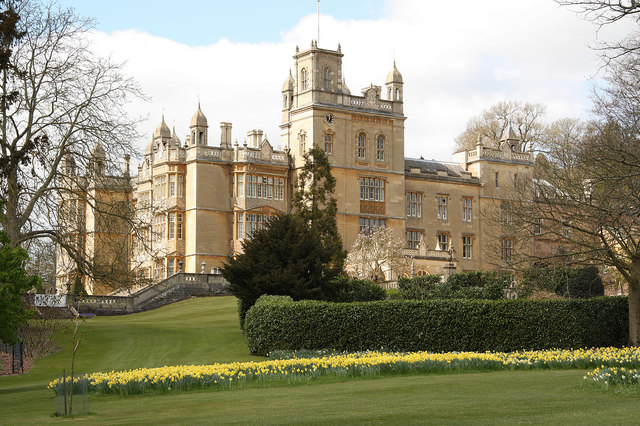
Englefield House est utilisée pour figurer le manoir des X-Men.

Le tournage principal débute le 31 août 2010 à Oxford en Angleterre, plus précisément à St Aldate et à l'Université d'Oxford. L'équipe se rend ensuite aux célèbres Pinewood Studios près de Londres, puis dans l'État de Géorgie en octobre, dont l'Île de Jekyll, Thunderbolt et Savannah, après avoir envisagé la Louisiane, la Caroline du Nord et l'Ouest du Michigan. L'Île de Jekyll a été choisie plutôt que l'Île de Tybee.
Lieux de tournage
 Angleterre
- Theale dans le comté de Berkshire
- Londres
- Pinewood Studios dans le comté de Buckinghamshire
- Farnborough dans le comté de Hampshire

 États-Unis
- Île de Jekyll en Géorgie

## Bande originale
Albums de Henry Jackman
Le Chat potté
(2011) Winnie l'ourson
(2011)
Bandes originales de X-Men
X-Men Origins: Wolverine
(2011) Wolverine : Le Combat de l'immortel
(2013)
La bande originale est composée par Henry Jackman, qui avait déjà travaillé avec le réalisateur Matthew Vaughn sur le film Kick-Ass.
Toute la musique est composée par Henry Jackman.
| Liste des titres | Liste des titres         | Liste des titres | Liste des titres | Liste des titres | Liste des titres | Liste des titres | Liste des titres | Liste des titres | Liste des titres |
| No               | Titre                    | Durée            |                  |                  |                  |                  |                  |                  |                  |
| ---------------- | ------------------------ | ---------------- | ---------------- | ---------------- | ---------------- | ---------------- | ---------------- | ---------------- | ---------------- |
| 1.               | First Class              | 3:20             |                  |                  |                  |                  |                  |                  |                  |
| 2.               | Pain and Anger           | 2:58             |                  |                  |                  |                  |                  |                  |                  |
| 3.               | Would You Date Me?       | 1:44             |                  |                  |                  |                  |                  |                  |                  |
| 4.               | Not That Sort of Bank    | 3:27             |                  |                  |                  |                  |                  |                  |                  |
| 5.               | Frankenstein's Monster   | 3:03             |                  |                  |                  |                  |                  |                  |                  |
| 6.               | What Am I Thinking       | 2:10             |                  |                  |                  |                  |                  |                  |                  |
| 7.               | Cerebro                  | 2:23             |                  |                  |                  |                  |                  |                  |                  |
| 8.               | Mobilise for Russia      | 1:18             |                  |                  |                  |                  |                  |                  |                  |
| 9.               | Rise Up to Rule          | 5:56             |                  |                  |                  |                  |                  |                  |                  |
| 10.              | Cold War                 | 3:20             |                  |                  |                  |                  |                  |                  |                  |
| 11.              | X-Training               | 4:27             |                  |                  |                  |                  |                  |                  |                  |
| 12.              | Rage and Serenity        | 2:06             |                  |                  |                  |                  |                  |                  |                  |
| 13.              | To Beast or Not to Beast | 4:47             |                  |                  |                  |                  |                  |                  |                  |
| 14.              | True Colors              | 1:51             |                  |                  |                  |                  |                  |                  |                  |
| 15.              | Let Battle Commence      | 4:45             |                  |                  |                  |                  |                  |                  |                  |
| 16.              | Sub Lift                 | 2:19             |                  |                  |                  |                  |                  |                  |                  |
| 17.              | Coup d'etat              | 2:15             |                  |                  |                  |                  |                  |                  |                  |
| 18.              | Mutant and Proud         | 3:28             |                  |                  |                  |                  |                  |                  |                  |
| 19.              | X-Men                    | 2:59             |                  |                  |                  |                  |                  |                  |                  |
| 20.              | Magneto                  | 1:53             |                  |                  |                  |                  |                  |                  |                  |
| 60:14            |                          |                  |                  |                  |                  |                  |                  |                  |                  |

## Promotion
La bande-annonce a été projetée pour la première fois le 10 février 2011.

## Accueil

### Accueil critique
Le film a été bien accueilli par la critique, recueillant 86 % de critiques favorables, avec un score moyen de 7,4⁄10 et sur la base de 291 critiques collectées, sur le site Rotten Tomatoes. Sur le site Metacritic, il obtient un score de 65⁄100, sur la base de 38 critiques collectées.
En France, il obtient une moyenne de 3,6/5 basé sur 20 critiques presse et les spectateurs lui donne une moyenne de 4,1/5 basé sur les critiques spectateurs, sur le site d'Allociné. Parmi les critiques favorables, pour Nathalie Dassa, de L'Écran fantastique, le film est « une totale réussite, spectaculaire visuellement et intelligente narrativement » ; Stéphane Moïssakis, de Mad Movies, met en avant le scénario « exemplaire en termes d'efficacité et de rythme, et dans sa façon de réintroduire les personnages-clés de la franchise » et mêlant avec aisance l'histoire à la fiction ; Philippe Rouyer, de Positif, juge que Vaughn réussit « à impulser dynamisme et humour tout au long d'un film qui s'impose sans mal comme le meilleur de la série » ; Alexandre Hervaud, de Libération, estime que le film « raconte avec habileté la jeunesse des héros » sur « le thème de l’exclusion et de la ségrégation » et loue particulièrement l'interprétation de Michael Fassbender ; pour Thierry Chèze, de Studio Ciné Live, c'est « un retour aux sources réjouissant aux allures d'un James Bond des sixties » qui s'impose « comme un divertissement de premier plan grâce à un scénario malin » et à un casting de premier plan, Michael Fassbender, James McAvoy, Jennifer Lawrence et Rose Byrne en tête ; Jean-Marc Lalanne, des Inrockuptibles, évoque « un nouvel épisode très réussi » où « Matthew Vaughn gagne avec les honneurs ses galons hollywoodiens », mettant en avant le contraste entre les thèmes forts du film, « sur la difficile acceptation de soi, la tentation de retourner à la violence, le sentiment d'exclusion » et le courant années 1960 « très pop, très léger » qui le traverse ; et pour Jacques Morice, de Télérama, « ce retour aux sources de la saga s'accompagne d'une sorte d'innocence retrouvée, fidèle à l'esprit des comics Marvel » où « l'action, les gadgets et les explosions comptent moins que les personnages, interprétés par des comédiens impeccables ».
Plus mesuré, Thomas Sotinel, du Monde, souligne que Vaughn emprunte le chemin « de l'humour et du pastiche » et met en avant la « mise en scène alerte » qui porte le film « sans que l'on ait vraiment le temps de s'attarder sur la démesure prétentieuse, et souvent inquiétante, des X-Men » ; Jean-Sébastien Chauvin, des Cahiers du cinéma, estime que « Vaughn filme sagement le scénario et distraitement les hommes » ; la rédaction d'Ouest-France critique une mise en scène qui « manque singulièrement d'ampleur et de souffle » mais juge que « le spectacle finit par trouver son rythme et son efficacité quand il se concentre peu à peu sur les protagonistes essentiels de la saga » ; et Olivier Delcroix, du Figaroscope, aime « le style vintage… tout à fait sympathique » des années 1960 mais trouve que « la grande idée » du film, mettre en scène « des super-héros quasi inconnus, possédant des pouvoirs moins impressionnants que les X-Men d'aujourd'hui », est aussi « son grand défaut ».
Du côté des quelques critiques négatives, Éric Libiot, de L'Express, évoque « aventures trop prévisibles » et une « machine à faire du fric » ; et pour Stéphanie Belpèche, du Journal du dimanche, le film multiplie « les seconds rôles transparents, au service d'une mise en scène sans relief et d'un scénario poussif ».

### Box office
Le film a connu un très important succès commercial, rapportant 353 624 124 $ au box-office mondial, dont 146 408 305 $ aux États-Unis et au Canada. Ces recettes le classent au 16e rang des films ayant le plus rapporté au box-office en 2011. Il a réalisé 2 096 575 entrées en France. Voici un tableau résumant les principaux résultats enregistrés au box-office par le film :
| Pays         | Box-office    | Pays        | Box-office  | Pays                | Box-office  |
| ------------ | ------------- | ----------- | ----------- | ------------------- | ----------- |
| États-Unis   | 146 408 305 $ | Allemagne   | 7 048 582 $ | Nouvelle-Zélande    | 2 182 636 $ |
| Royaume-Uni  | 24 745 982 $  | Singapour   | 4 547 291 $ | Argentine           | 2 137 060 $ |
| France       | 19 537 368 $  | Italie      | 3 982 424 $ | Belgique            | 2 080 266 $ |
| Corée du Sud | 18 028 314 $  | Taïwan      | 3 881 629 $ | Pays-Bas            | 1 892 336 $ |
| Australie    | 15 532 793 $  | Philippines | 3 609 496 $ | Suède               | 1 738 216 $ |
| Brésil       | 15 259 069 $  | Malaisie    | 3 575 090 $ | Venezuela           | 1 592 230 $ |
| Mexique      | 13 508 236 $  | Hong Kong   | 3 325 094 $ | Norvège             | 1 407 237 $ |
| Russie       | 9 383 290 $   | Thaïlande   | 2 435 502 $ | Pérou               | 1 359 250 $ |
| Espagne      | 8 424 440 $   | Colombie    | 2 415 918 $ | Danemark            | 1 293 377 $ |
| Japon        | 7 791 919 $   | Inde        | 2 234 889 $ | Émirats arabes unis | 1 230 761 $ |
| Monde        | 353 624 124 $ |             |             |                     |             |

## Distinctions
Entre 2011 et 2015, X-Men : Le Commencement a été sélectionné 60 fois dans diverses catégories et a remporté 21 récompenses,.

### Récompenses
| Année | Festivals de cinéma                                                            | Prix | Lauréat(es)                                  |
| ----- | ------------------------------------------------------------------------------ | --- | -------------------------------------------- |
| 2011  | Association des critiques de cinéma de Los Angeles                             | Prix LAFCA du meilleur acteur                                                                                | Michael Fassbender                           |
| 2011  | Conseil national de révision                                                   | Spotlight Award                                                                                              | Michael Fassbender                           |
| 2011  | Prix IGN du cinéma d'été (IGN Summer Movie Awards - IGN Award)                 | Prix IGN du meilleur film                                                                                    | X-Men : Le Commencement                      |
| 2011  | Prix IGN du cinéma d'été (IGN Summer Movie Awards - IGN Award)                 | Prix IGN du meilleur film d'adaptation de bande dessinée                                                     | X-Men : Le Commencement                      |
| 2011  | Prix IGN du cinéma d'été (IGN Summer Movie Awards - IGN Award)                 | Prix IGN du meilleur acteur de cinéma                                                                        | Michael Fassbender                           |
| 2011  | Prix IGN du cinéma d'été (IGN Summer Movie Awards - IGN People's Choice Award) | Prix IGN du public du meilleur film                                                                          | X-Men : Le Commencement                      |
| 2011  | Prix IGN du cinéma d'été (IGN Summer Movie Awards - IGN People's Choice Award) | Prix IGN du public du meilleur film d'action                                                                 | X-Men : Le Commencement                      |
| 2011  | Prix IGN du cinéma d'été (IGN Summer Movie Awards - IGN People's Choice Award) | Prix IGN du public du meilleur film d'adaptation de bande dessinée                                           | X-Men : Le Commencement                      |
| 2011  | Prix IGN du cinéma d'été (IGN Summer Movie Awards - IGN People's Choice Award) | Prix IGN du public du meilleur réalisateur de film                                                           | Matthew Vaughn                               |
| 2011  | Prix IGN du cinéma d'été (IGN Summer Movie Awards - IGN People's Choice Award) | Prix IGN du public du meilleur acteur de cinéma                                                              | Michael Fassbender                           |
| 2011  | Prix Schmoes d'or                                                              | Golden Schmoes de la meilleure réplique de l'année                                                           | Va te faire f*** toi-même                    |
| 2011  | Prix Schmoes d'or                                                              | Golden Schmoes du meilleur film de science-fiction de l'année                                                | X-Men : Le Commencement                      |
| 2011  | Prix Schmoes d'or                                                              | Golden Schmoes de la meilleure révélation de l'année                                                         | Michael Fassbender                           |
| 2011  | Prix Scream                                                                    | Scream Award du meilleur film fantastique                                                                    | X-Men : Le Commencement                      |
| 2011  | Prix Scream                                                                    | Scream Award du meilleur caméo                                                                               | Hugh Jackman                                 |
| 2012  | Académie des films de science-fiction, fantastique et d'horreur - Prix Saturn  | Saturn Award du meilleur maquillage                                                                          | Dave Elsey, Fran Needham et Conor O'Sullivan |
| 2012  | ASCAP / Société américaine des compositeurs, auteurs et éditeurs               | Prix ASCAP des meilleurs films au box-office                                                                 | Henry Jackman                                |
| 2012  | Festival du film Sud par Sud-Ouest                                             | Prix SXSW de conception de films - Reconnaissance spéciale du jury - Excellence dans la conception de titres | Simon Clowes et Prologue Films               |
| 2012  | Prix Sant Jordi du cinéma                                                      | Sant Jordi du meilleur acteur dans un film étranger                                                          | Michael Fassbender                           |
| 2012  | Prix SFX (SFX Awards)                                                          | Prix SFX du meilleur réalisateur                                                                             | Matthew Vaughn                               |
| 2015  | Prix de la créativité (Creativity Awards)                                      | Promotion marketing - Affiche                                                                                | Ciara McAvoy et CMCV Studios                 |

### Nominations
| Année | Festivals de cinéma                                                             | Prix                                            | Lauréat(es)                                                                                   |
| ----- | ------------------------------------------------------------------------------- | ----------------------------------------------- | --------------------------------------------------------------------------------------------- |
| 2011  | Association professionnelle d'Hollywood (Hollywood Post Alliance)               | Meilleur Compositing - Long métrage             | Matt Holland, Tim Hey, Norman Cates, G.G. Heitmann Demers et WETA Digital                     |
| 2011  | Association professionnelle d'Hollywood (Hollywood Post Alliance)               | Meilleur montage de film                        | Lee Smith et Eddie Hamilton                                                                   |
| 2011  | Prix du cinéma hollywoodien                                                     | Nommé au prix du film hollywoodien              | X-Men : Le Commencement                                                                       |
| 2011  | Prix du jeune public                                                            | Meilleur film de science-fiction / fantastique  | X-Men : Le Commencement                                                                       |
| 2011  | Prix du jeune public                                                            | Meilleure alchimie                              | Lucas Till, Jennifer Lawrence, Nicholas Hoult, Zoë Kravitz, Caleb Landry Jones et Edi Gathegi |
| 2011  | Prix du jeune public                                                            | Meilleure révélation féminine                   | Jennifer Lawrence                                                                             |
| 2011  | Prix du jeune public                                                            | Meilleure révélation féminine                   | Zoë Kravitz                                                                                   |
| 2011  | Prix du jeune public                                                            | Meilleur vilain                                 | Kevin Bacon                                                                                   |
| 2011  | Prix IGN du cinéma d'été (IGN Summer Movie Awards)                              | Meilleur film d'action                          | X-Men : Le Commencement                                                                       |
| 2011  | Prix IGN du cinéma d'été (IGN Summer Movie Awards)                              | Meilleur réalisateur de film                    | Matthew Vaughn                                                                                |
| 2011  | Prix mondiaux de la bande originale                                             | Découverte de l'année                           | Henry Jackman                                                                                 |
| 2011  | Prix Rondo Hatton horreur classique (Rondo Hatton Classic Horror Awards)        | Meilleur film                                   | Matthew Vaughn                                                                                |
| 2011  | Prix Schmoes d'or                                                               | Film préféré de l'année                         | X-Men : Le Commencement                                                                       |
| 2011  | Prix Schmoes d'or                                                               | La plus grande surprise de l'année              | X-Men : Le Commencement                                                                       |
| 2011  | Prix Schmoes d'or                                                               | Meilleur DVD / Blu-Ray de l'année               | X-Men : Le Commencement                                                                       |
| 2011  | Prix Schmoes d'or                                                               | Personnage le plus cool de l'année              | Magneto                                                                                       |
| 2011  | Prix Scream                                                                     | The Ultimate Scream (Meilleur film)             | X-Men : Le Commencement                                                                       |
| 2011  | Prix Scream                                                                     | Meilleur casting                                | X-Men : Le Commencement                                                                       |
| 2011  | Prix Scream                                                                     | Meilleur film d'adaptation de bande dessinée    | X-Men : Le Commencement                                                                       |
| 2011  | Prix Scream                                                                     | Meilleur Scream-Play                            | X-Men : Le Commencement                                                                       |
| 2011  | Prix Scream                                                                     | Meilleur réalisateur                            | Matthew Vaughn                                                                                |
| 2011  | Prix Scream                                                                     | Meilleure actrice dans un film fantastique      | Jennifer Lawrence                                                                             |
| 2011  | Prix Scream                                                                     | Meilleur acteur dans un film fantastique        | James McAvoy                                                                                  |
| 2011  | Prix Scream                                                                     | Meilleur acteur dans un film fantastique        | Michael Fassbender                                                                            |
| 2011  | Prix Scream                                                                     | Meilleur méchant                                | Kevin Bacon (dans le rôle de Sebastian Shaw)                                                  |
| 2011  | Prix Scream                                                                     | Meilleur super-héros                            | James McAvoy (dans le rôle du Professeur X et de Charles Xavier)                              |
| 2011  | Prix Scream                                                                     | Meilleure révélation féminine                   | Zoë Kravitz                                                                                   |
| 2011  | Prix Scream                                                                     | Meilleure révélation masculine                  | Michael Fassbender                                                                            |
| 2012  | Académie des films de science-fiction, fantastique et d'horreur - Saturn Awards | Meilleur film de science-fiction                | X-Men : Le Commencement                                                                       |
| 2012  | Association centrale des critiques de films de l'Ohio                           | Acteur de l'année                               | Michael Fassbender                                                                            |
| 2012  | Guilde des acteurs de l'écran,                                                  | Meilleur ensemble de cascadeurs pour un film    | X-Men : Le Commencement                                                                       |
| 2012  | Guilde des créateurs de costumes                                                | Meilleurs costumes de film fantastique          | Sammy Sheldon                                                                                 |
| 2012  | Prix ADC (ADC Awards)                                                           | Séquence de titre                               | Kyle Cooper, Simon Clowes et Prologue Films                                                   |
| 2012  | Prix Empire                                                                     | Meilleur film fantastique ou de science-fiction | X-Men : Le Commencement                                                                       |
| 2012  | Prix du public                                                                  | Film d'action préféré                           | X-Men : Le Commencement                                                                       |
| 2012  | Prix du public                                                                  | Distribution d'ensemble préférée                | X-Men : Le Commencement                                                                       |
| 2012  | Prix nationaux du cinéma russe (Russian National Movie Awards)                  | Meilleur film d'action étranger de l'année      | X-Men : Le Commencement                                                                       |
| 2012  | Prix SFX (SFX Awards)                                                           | Meilleur film                                   | X-Men : Le Commencement                                                                       |
| 2012  | Prix SFX (SFX Awards)                                                           | Meilleur acteur                                 | Michael Fassbender                                                                            |

## Suite
Il était admis l'hypothèse que le film pourrait être le début d'une nouvelle trilogie annoncée par Marvel. En août 2012, Bryan Singer a confirmé le projet d'une suite intitulée X-Men: Days of Future Past,. Matthew Vaughn devait le réaliser, mais Bryan Singer a finalement été annoncé. Le film est sorti en France en mai 2014.
Les acteurs de la première trilogie Ian McKellen et Patrick Stewart reprendront leur rôle respectif de Magnéto et Professeur Xavier dans des versions plus âgées. Le 19 décembre 2012, c'est l'acteur Hugh Jackman qui a été confirmé, ainsi que l'acteur français Omar Sy en mars 2013.